# 北浦嗣巳
北浦 嗣巳（きたうら つぐみ、1952年7月8日 - ）は、日本の映画監督、演出家、脚本家、プロデューサー。千葉県出身。

## 来歴
東京造形大学在籍中に実相寺昭雄の監督作品『あさき夢みし』（1974年）にアルバイトで参加し、その後実相寺率いる映像制作集団「コダイ」に所属。円谷プロダクションの『恐竜大戦争アイゼンボーグ』（1977年）に助監督として参加した後、実相寺昭雄監督作品にチーフ助監督として携わる。
その後『西遊記』（1994年）で本編監督と特技監督を務めたのを皮切りに、テレビドラマや映画の監督として活動するほか、舞台やオペラなどの演出も手がける。
『ウルトラマンティガ』（1996年）以降平成ウルトラシリーズの常連スタッフとなる。『怪奇大作戦 セカンドファイル』以降はプロデューサーも務める。
2009年、自身の制作プロダクション会社「アラタFG」を設立。

## 作風
特撮作品では本編監督と特技監督のどちらも担当しており、双方を兼任することも多い。『ウルトラマンティガ』では、当初特技監督としての参加であったが、特撮だけでは物足りず両方担当したほうが納得できるとして本編監督も担当するようになる。
本編演出
コメディとシリアスを描き分けることも長けており、『ウルトラマンダイナ』ではコメディ回とシリアス回の組み合わせで二本撮りを行うことも多かった。北浦は組み合わせ事態は偶然としているが、作品カラーの違いにより内容の差異を明確化しやすいと述べている。
上映イベントの演出を担当した映画『イントレランス』に感銘を受け、自作では人と人が優しさを持って接する物語づくりを志向している。
実相寺に師事した他の助監督らとともに、実相寺の独特なカメラアングルやカメラワークの真似はしないことを心掛けていたが、『怪奇大作戦 セカンドファイル』第2話「昭和幻燈小路」では実相寺の追悼作品となることから実相寺の演出を想定して撮影している。
特撮演出
怪獣の演出では怪獣の気持ちを考えており、ウルトラマンや怪獣の主観カットを用いることも多い。
スピード感のある空中戦演出に定評があり、『ウルトラマンメビウス』ではメカニックを中心とした回を多く担当している。
合成を得意としていると見られることが多く、『ウルトラマンダイナ』第31話にカメオ出演した際には「合成命」と背景の壁に貼られていた。北浦本人は必要があって用いているとしているが、コンピューターグラフィックスの過渡期となった平成ウルトラマン3部作では実験的な手法を試みて技術の蓄積を図っている。
『ウルトラマンギンガ』以降の作品ではチーフプロデューサーを務め、デジタル技術の発展などから本編と特撮を1班体制としているが、一方で全てをCGとはせずミニチュア特撮による迫力も重視している。

## 参加作品

### テレビドラマ
- 『恐竜大戦争アイゼンボーグ』（1977年） - 特撮パート助監督[3]
- 『恐竜戦隊コセイドン』（1978年） - 特撮パート助監督[3]
- 『西遊記』（1994年） - 監督・特撮監督
- 「ウルトラシリーズ」
  - 『ウルトラマンティガ』（1996年） - 監督・特技監督
  - 『ウルトラマンダイナ』（1997年） - 監督・特技監督
  - 『ウルトラマンガイア』（1998年） - 監督・特技監督
  - 『ブースカ! ブースカ!!』（1999年） - 監督
  - 『ウルトラマンコスモス』（2001年） - 監督・特技監督
  - 『ウルトラQ dark fantasy』（2004年） - 監督
  - 『ウルトラマンネクサス』（2004年） - 監督・特技監督
  - 『ウルトラマンメビウス』（2006年） - 監督・特技監督
  - 『ウルトラギャラクシー大怪獣バトル』（2007年） - 監督
  - 『ウルトラマンギンガ』（2013年） - チーフプロデューサー
  - 『ウルトラマンギンガS』（2014年） - チーフプロデューサー
  - 『ウルトラマンX』（2015年） - チーフプロデューサー
  - 『ウルトラマンオーブ』（2016年） - チーフプロデューサー
  - 『ウルトラマンジード』（2017年） - チーフプロデューサー
  - 『ウルトラマンR/B』（2018年） - チーフプロデューサー
  - 『ウルトラマンタイガ』（2019年） - チーフプロデューサー
  - 『ウルトラマンZ』（2020年） - チーフプロデューサー
  - 『ウルトラマントリガー NEW GENERATION TIGA』（2021年 - 2022年） - チーフプロデューサー
  - 『ウルトラマンデッカー』（2022年 - 2023年） - チーフプロデューサー
  - 『ウルトラマンブレーザー』（2023年 - 2024年）- チーフプロデューサー
  - 『ウルトラマンアーク』（2024年）- チーフプロデューサー
- 『生物彗星WoO』（2006年） - 演出・特撮監督・脚本
- 『怪奇大作戦 セカンドファイル』（2007年） - 企画プロデューサー、演出
- 『怪奇大作戦 ミステリー・ファイル』（2013年） - 制作統括

### 映画
- 『あさき夢みし』（1974年） - 製作部アルバイト[3][4]
- 『ロリータ妻・微熱』（1984年） - 助監督
- 『美姉妹肉奴隷』（1986年） - 助監督
- 『帝都物語』（1988年） - 助監督[3][4]
- 『悪徳の栄え』（1988年）[4]
- 『ラ・ヴァルス』（1990年） - 助監督
- 「ウルトラシリーズ」
  - 『ウルトラQ ザ・ムービー 星の伝説』（1990年） - 助監督
  - 『ウルトラマンコスモス THE FIRST CONTACT』（2001年） - 監督補
  - 『ウルトラマンコスモス2 THE BLUE PLANET』（2002年） - 監督・特技監督
  - 『ウルトラマンコスモスVSウルトラマンジャスティス THE FINAL BATTLE』（2003年） - 監督・特技監督
  - 『ウルトラマンサーガ』（2012年） - チーフプロデューサー
  - 『ウルトラマンギンガ 劇場スペシャル』（2013年） - チーフプロデューサー
  - 『ウルトラマンギンガ 劇場スペシャル ウルトラ怪獣☆ヒーロー大乱戦!』（2014年） - チーフプロデューサー
  - 『劇場版 ウルトラマンギンガS 決戦!ウルトラ10勇士!!』（2015年） - チーフプロデューサー
  - 『劇場版 ウルトラマンX きたぞ!われらのウルトラマン』（2016年） - チーフプロデューサー
  - 『劇場版 ウルトラマンオーブ 絆の力、おかりします!』（2017年） - チーフプロデューサー
  - 『劇場版 ウルトラマンジード つなぐぜ! 願い!!』（2018年） - チーフプロデューサー
  - 『劇場版 ウルトラマンR/B セレクト 絆のクリスタル』（2019年） - チーフプロデューサー
  - 『劇場版 ウルトラマンタイガ ニュージェネクライマックス』（2020年） - チーフプロデューサー[8]
  - 『ウルトラマントリガー エピソードZ』（2022年） - チーフプロデューサー
  - 『ウルトラマンデッカー最終章 旅立ちの彼方へ…』（2023年） - チーフプロデューサー[9]
  - 『ウルトラマンブレーザー THE MOVIE 大怪獣首都激突』（2024年） - チーフプロデューサー[10]

### オリジナルビデオ
- 『シルバー假面』（2006年） - 監督
- 『ウルトラマンゼロ外伝 キラー ザ ビートスター』（2011年） - 協力プロデューサー

### 舞台
- 『ウルトラマンスーパーステージ』（1998年） - 演出[2]
- 『ウルトラマンプレミアステージ』（2007年） - 脚本
- 『ウルトラマンプレミアステージ2』（2008年） - 演出・脚本

### その他
- 『プレイムービー DXウルトラコクピット』（2007年）[2]
- なめこスクールウォーズ - プロデューサー
- AKB48『ギンガムチェック』 - MV特撮パートプロデュース・監督